# Manfred Chapman
Manfred Chapman (* 1948; † März 2020 in Köln) war ein deutscher Galoppsportkommentator und -journalist. Er galt als „Stimme des deutschen Turfs“, das Fachmedium Galopp Online stufte ihn als „Kommentatoren-Legende“ sowie „besten und bekanntesten Rennkommentator“ ein, den der deutsche Rennsport je gehabt habe.

## Werdegang und Wirken
Chapman war englischer Abstammung. Sein Großvater, Edward Chapman, war in Newmarket Trainer im Reitsport, sein Vater Hindernisreiter und Futtermeister im Stall Asterblüte. Manfred Chapman wurde mit 18 Jahren bei der Galoppsportzeitschrift Sport-Welt tätig und arbeitete 30 Jahre als Journalist für das Blatt. 1971 kommentierte er auf der Galopprennbahn Köln-Weidenpesch erstmals ein Rennen, den Preis von Europa. Auf der Galopprennbahn Hamburg-Horn war Chapman ab 1983 Kommentator, nach dem Rückzug von Hans Carl Heicke im Jahr 1984 war er fast 30 Jahre lang Kommentator bei einigen der wichtigsten deutschen Rennen, darunter dem Großen Preis von Baden, dem Deutschen Derby in Hamburg, dem Preis von Europa in Köln sowie auf der Galopprennbahn Düsseldorf-Grafenberg und der Krefelder Galopprennbahn.
Von Chapman während Rennkommentaren getätigte Aussagen wie „Samum, Samum, eine Explosion!“ im Juli 2000, mit dem er laut Hamburger Abendblatt Turfgeschichte schrieb, und der dem Pferd Acatenango geltende Ausspruch „Kämpfe Junge!“ wurden zu geflügelten Worten. Sein Kommentatoren-Stil zeichnete sich durch Leidenschaft und eine schnelle Sprechweise aus, weshalb er auch den Spitznamen „Mr. Maschinengewehr“ erhielt.
Chapman, der als „Turfpersönlichkeit des Jahres 2012“ ausgezeichnet wurde, beendete im Sommer 2012 seine Kommentatorentätigkeit wegen einer Kehlkopfkrebserkrankung, „ein ganz Großer der Szene tritt nun in den Ruhestand“ schrieb der Dachverband Deutscher Galopp anlässlich seines Abschieds. Er besaß selber Rennpferde, nach Chapman ist das Rennen „Manfred Chapman-Memorial“ benannt.